# Viträvatjärnen
Viträvatjärnen är en sjö i Lycksele kommun i Lappland och ingår i Öreälvens huvudavrinningsområde. Sjöns area är 0,05 kvadratkilometer och den befinner sig 400 meter över havet.